# Haofa
Il cane Haofa, Tangkhul Hui o Tangkhul (pronunciato tang-khul hoo-ee), detto anche Asiatic Black Bear (Orso nero asiatico) è una razza indiana indigena, originaria del distretto di Ukhrul nello stato indiano nord-orientale del Manipur regione abitata dal popolo Tangkhul.
È un cane di taglia media, esso è un tipico cane dai tratti di tipo primitivo, caratteristico per il manto di color nero. Viene apprezzato per le sue notevoli capacità di caccia e la fedeltà.

## Storia
Questa razza è sull'orlo dell'estinzione con sempre meno esemplari di razza puri; si stimano, al 2023, non più di 1.000 esemplari.
Solo pochi allevatori di cani Haofa cercano di mantenere il loro patrimonio genetico puro, ritenendolo un elemento identitario della regione.
Il cane Haofa è, infatti, associato alla ricca cultura e storia del popolo Tangkhul.
Non c'è alcuna registrazione scritta sul cane Haofa; solo l'antropologa britannica Ursula Graham Bower ne parlò nel suo libro di memorie nel lontano 1939.
È in corso una domanda per la registrazione della razza di cani Hoafa presso il National Bureau of Animal Genetic Resources (NBAGR) di Haryana da parte della Phungcham Haofa Lovers Association (PHLA); ciò in risposta al grande interesse per la razza.
Dal 2022 sono attive politiche di tutela della razza nei villaggi del distretto di Urkhul. Infatti, diversi villaggi si sono riuniti per salvare questa rara razza della regione abitata dal popolo Tangkhul.

## Caratteristiche
La sua specialità è la caccia al cinghiale e all'orso.
Il doppio pelo corto è sempre nero uniforme o talvolta nero con un po' di bianco sul muso, sulle zampe e sulle parti inferiori. 
I cani con il colore bianco sulle parti inferiori e sulle zampe sono generalmente più grandi dei cani neri solidi. 
Gli occhi a mandorla sono di colore giallo scuro. 
Le orecchie sono erette divaricate di circa 45 gradi e talvolta sono tagliate. 
La coda è di media lunghezza in posizione di volo e talvolta è tagliata.
Caratterialmente è amichevole con i membri della famiglia, ma distaccato con gli estranei.
Il maschio è alto 61-66 cm mentre la femmina 56-61 cm; inoltre, il maschio pesa 28-32 kg mentre la femmina 5-28 kg.